# Parafia św. Wojciecha w Tyrowie
Parafia świętego Wojciecha w Tyrowie – parafia rzymskokatolicka znajdująca się w archidiecezji warmińskiej, w dekanacie Ostróda.